# تپه دده بیگلوی شرقی (ابیل)
تپه دده بیگلوی شرقی (ابیل) مربوط به هزاره - دوره سلجوقیان - دوره ایلخانی است و در شهرستان مشگین‌شهر، بخش مرکزی، روستای ده ده بیگلو واقع شده و این اثر در تاریخ ۱۰ خرداد ۱۳۸۲ با شمارهٔ ثبت ۸۸۹۴ به‌عنوان یکی از آثار ملی ایران به ثبت رسیده است.